# 臺北州立水產試驗場

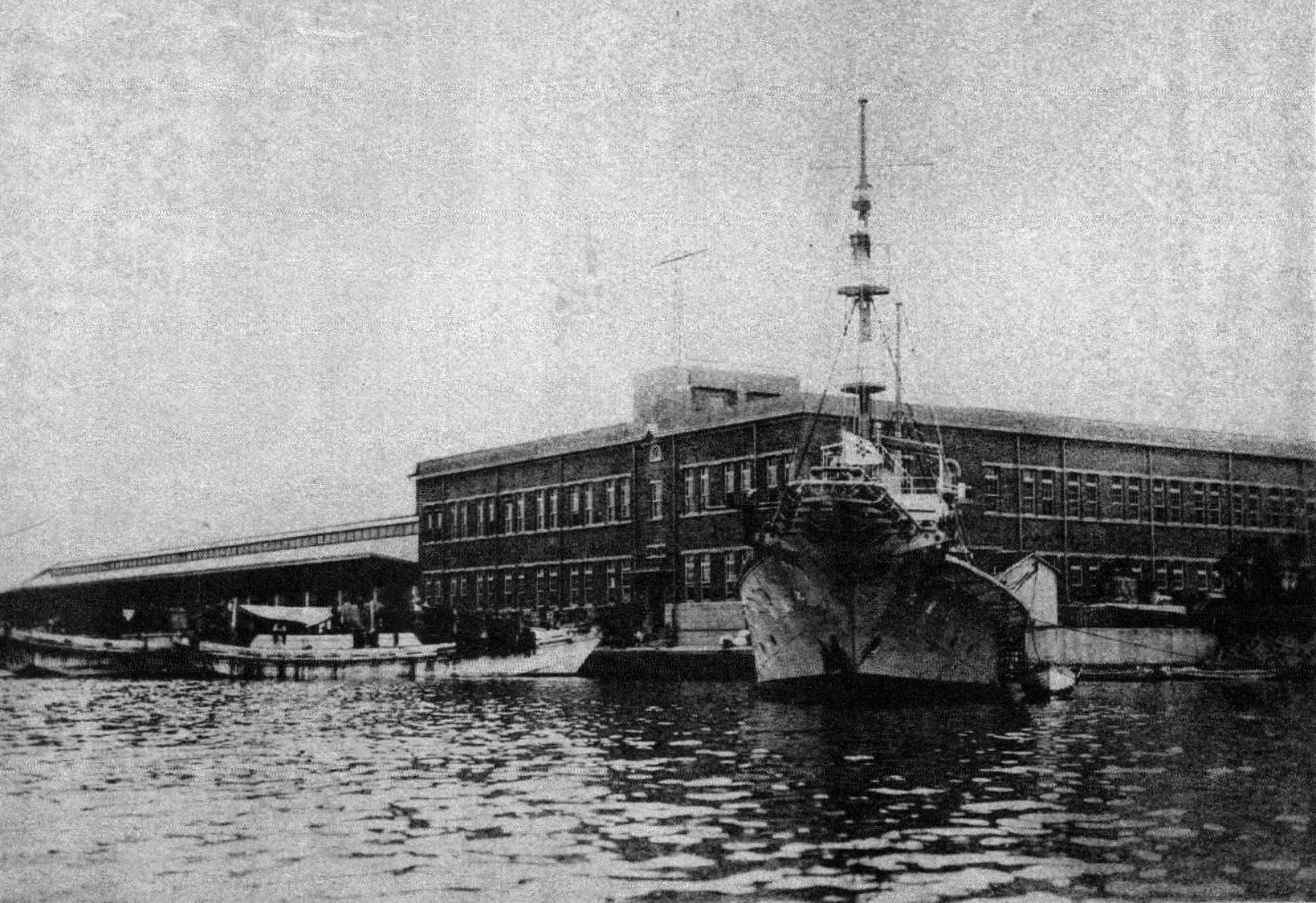
基隆市水產館與七星丸

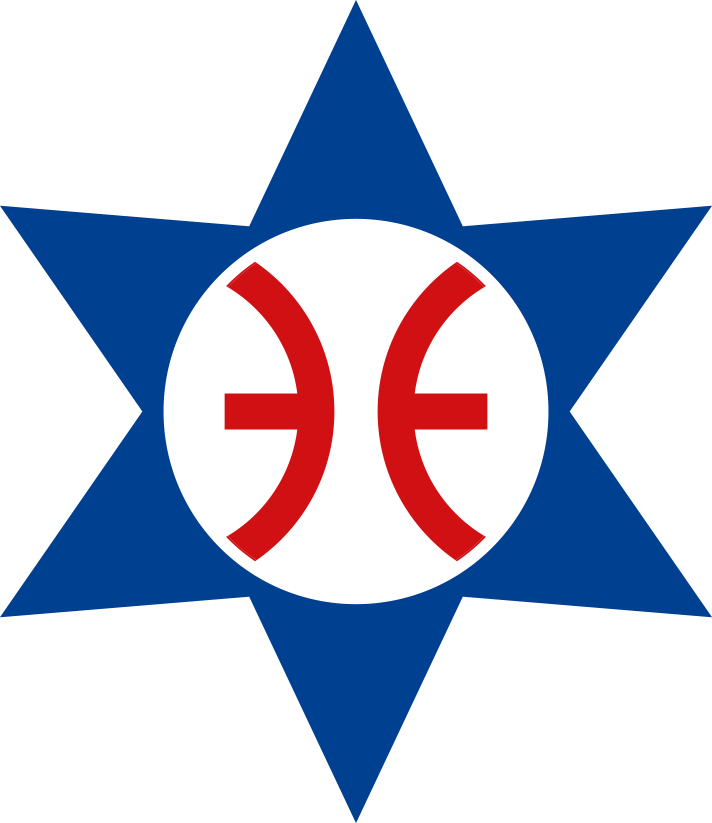
臺北州立水產試驗場徽章

25°09′04″N 121°45′55″E / 25.151065°N 121.765327°E臺北州立水產試驗場為台灣日治時期臺北州的水產試驗機關，最初於1922年成立於淡水街，後來在1934年遷到了基隆市水產館（漁會正濱大樓）。水產館在二戰後由海軍接收。

## 介紹

### 臺北州立水產試驗場
台灣的行政區劃在1920年改為州廳制後，由臺灣總督府委任地方州廳從事水產的調查與試驗。臺北州立水產試業所隸屬於臺北州內務部勸業課水產係，於1922年10月創立在淡水郡淡水街，並配有試驗船「北丸」（9.8噸），以從事各種漁業調查。隨著臺灣漁業技術的進步，遠洋漁業逐漸擴張，在1924年舉行的臺北州水產業者大會中，提出了建造大型指導船的需求。臺北州當局因認識到遠洋漁業試驗和指導的必要性，在1925年將臺北州水試所遷移至基隆市哨船頭，並在同年5月開始建造指導船「大和丸」（64噸），其船體使用了阿里山的木材；在夏季時可指導鰹魚漁業，在冬季時可進行旗魚、鮪魚等延繩捕撈漁業試驗。在海洋調查的部分，臺灣總督府在1924年3月舉辦的水產協議會中，決定由各州廳負責分擔海洋調查的路線。臺北州負責蘇澳和與那國島間的調查（每月一次）、富貴角與東犬島間（每年四次）、基隆與那霸（每年兩次）的調查。1926年8月，臺北州水試所再遷到了基隆市濱町10番地。1927年3月，其名稱改為「臺北州立水產試驗場」。1927年12月，大和丸的船體已部分腐朽，於是其在1931年被廢船，改借用臺北州水產會所屬的船「南龍丸」（20噸）；同時間，為了船員養成，在基隆市和淡水街舉行了各種水產講習會。1933年5月，開始建造配有最新設備的指導船「七星丸」（140噸），以從事之前的漁業試驗和海洋調查。1934年10月，臺北州立水試場在臺北州水產會的意見之下，搬到了基隆漁港南岸的水產館（濱町53番地）內，原先的場址則改作為水產會的診療所。

### 七星丸指導船
七星丸由岡山縣兒島郡玉港三井物產株式會社造船部製造，在1933年5月竣工，可乘坐24名人員。

## 其他
隸屬於中央的臺灣總督府水產試驗所位於基隆市八尺門，為現今行政院農委會水產試驗所。